# Ильницкий, Казимир Иосифович
Казими́р Ио́сифович Ильни́цкий (10 сентября 1903, Попелюхи — 23 сентября 1970, Днепропетровск) — генерал-майор ВС СССР, бригадный генерал Войска Польского (на службе в Польше в 1945—1958 годах).

## Биография
Окончил в 1920 году школу в Жмеринке, с января 1921 по февраль 1923 года работал стенографистом на сахарном заводе и деревообрабатывающем заводе. Секретарь райкома в Попелюхах до 24 сентября 1925 года. Позже служил в РККА, окончил в 1928 году Закавказское пехотное училище в Тбилиси. В 1930—1931 годах служил в Солнечногорске, командовал взводом, с декабря 1931 года по 6 февраля 1932 года командир эскадрона 64-го Кавказского кавалерийского полка. До 25 июля 1937 года исполняющий обязанности командира эскадрона 66-го Кавказского кавалерийского полка, инструктора верховой езды, командира школы младших офицеров и помощника начальника штаба полка. В 1937 году отправлен в запас, работал в Днепропетровске на кирпичном заводе как помощник директора по техническому снабжению, позже руководитель жилищного совета.
На фронте с 22 июня 1941 года в звании капитана, участник сражений на Южном фронте. В июле 1942 года ранен в руку, в сентябре 1942 года произведён в майоры. С 23 сентября 1942 по 28 сентября 1943 — командир взвода 12-й Донской гвардейской кавалерийской дивизии. С 13 декабря 1943 по 28 августа 1944 — курсант кавалерийского училища, до 11 апреля 1945 исполняющий обязанности помощника директора завода по производству зенитных орудий в Днепропетровске.
В апреле 1945 года направлен в Войско Польское, работал в штабе 11-й пехотной дивизии, начальник 2-го отдела и Оперативного отдела дивизии до 7 января 1946 года. С января по 26 августа 1946 года — командир 40-го пехотного полка в Болеславце. 19 августа 1946 года решением Государственного народного совета № 57 произведён в полковники и назначен начальником штаба 8-й Дрезденской пехотной дивизии в Саноке. Приказом Министерства народной обороны Польши № 1026 от 28 августа 1947 года назначен командиром 5-й Саксонской пехотной дивизии. В ноябре 1948 года начальник штаба 4-го Вроцлавского военного округа. С 8 октября 1952 по 12 декабря 1957 года начальник 10-го отдела Генерального штаба Войска Польского. 25 августа 1956 года произведён в генерал-майоры ВС СССР, в январе 1958 года вернулся в СССР.

## Награды
- Орден «Знамя Труда» II степени (1956)
- Кавалерский крест Орденом Возрождения Польши — решение Президиума Государственного народного совета от 30 мая 1946 года[5]
- Золотой Крест Заслуги (1954)
- Серебряный Крест Заслуги (1946)
- Серебряная медаль «Вооружённые силы на службе Родине» (1955)
- Бронзовая медаль «Вооружённые силы на службе Родине»[4]
- Чехословацкий Военный крест 1939 года (1949)
- Разные советские ордена и медали